# Caraüll
Caraüll és un edifici del Segle XVII al municipi d'Oristà. Està relacionat amb l'antiga quadra i parròquia (Sant Genís de Caraüll) agregada el 1840 al municipi de Muntanyola (Osona), a la conca del Llobregat, entre els termes d'Oristà, de Santa Maria d'Oló i de Sant Bartomeu del Grau. L'església de Sant Genís de Caraüll depèn de l'església d'Oristà des del segle xiv.

## Descripció
Es tracta d'un edifici que en origen tenia planta rectangular i al qual se li han adossat diferents cossos agrícoles i d'habitatge.
Els murs estan construïts amb pedres irregulars i morter.
El teulat, a doble vessant, és lateral a la façana principal. Totes les finestres i la porta d'entrada tenen llinda de pedra tallada.
Aquesta casa tenia un molí, avui enderrocat.
Sant Genís de Caraüll (Sant Genís Nou) és una església i antiga parròquia de Caraüll. És una obra de Muntanyola (Osona) inclosa a l'Inventari del Patrimoni Arquitectònic de Catalunya. És esmentada ja el 943 i depèn de la d'Oristà des del segle xiv. Fou reconstruïda al segle xviii d'estil neoclàssic, i no té culte des del 1936. A ponent, a 1,5 kilòmetres, hi ha les restes d'una església anterior (Sant Genís Vell) d'estil romànic. Aquesta es troba en mal estat de conservació perquè manquen la cobertura i part dels alçats.

## Història
La gent de la casa diu que és del 1700, però la vila de Caraüll apareix documentada per primera vegada el 1108 com a vila que pot estar situada dins la demarcació parroquial de Sant Andreu d'Oristà.
El 1152 apareix documentat el mas Caraüll sobirà.
En el fogatge fet a Oristà el 1553, conservat a l'Arxiu de la Corona d'Aragó, apareix el nom de Pere Puigrubí que està a Carahull.